# Jonas Kamper
Jonas Kamper, né le 3 mai 1983 à Nørre Alslev (en) au Danemark, est un footballeur international danois évoluant au poste de milieu offensif.

## Biographie

### En club
Né à Nørre Alslev (en) au Danemark, Jonas Kamper est formé au Brøndby IF, où il commence sa carrière professionnelle. 
Lors de l'été 2006 il rejoint l'Allemagne en s'engageant avec l'Arminia Bielefeld, qui évolue alors en Bundesliga, la première division allemande.
Lors de l'été 2010, Kamper retourne dans son pays natal en s'engageant avec le Randers FC pour trois saisons.
Il marque son premier but pour le club le 25 août 2020, lors d'une rencontre de coupe du Danemark face à l'IK Skovbakken. Titulaire, il ouvre le score sur un tir lointain et contribue à la victoire des siens par quatre buts à un. Le 13 mars 2011, Kamper se fait remarquer lors d'une rencontre de championnat face à l'Esbjerg fB en réalisant un triplé. Il permet ainsi à son équipe de s'imposer par trois buts à un.
Le 10 juin 2015 est annoncé le transfert de Jonas Kamper au Viborg FF, qu'il rejoint librement.
Le 21 mai 2018, Jonas Kamper décide de mettre un terme à sa carrière professionnelle, à l'âge de 35 ans.

### En sélection
Jonas Kamper est passé par toutes les sélections danoises de jeunes à partir des moins de 16 ans.
Il obtient son unique sélection en A le 15 novembre 2006 lors d'un match nul (1-1) en amical face à la République tchèque à Prague.

## Palmarès
Brøndby IF
- Champion du Danemark (1) : 2005
- Vainqueur de la Coupe du Danemark (2) : 2003, 2005